# Jasmine Barker
Jasmine "Jazzy" Barker (6 de mayo de 1986) es una luchadora canadiense de lucha libre. Obtuvo una medalla de plata en Campeonato Panamericano de 2015. Tercera en Campeonato Mundial Universitario de 2010. 